# Cemitério Lychakiv

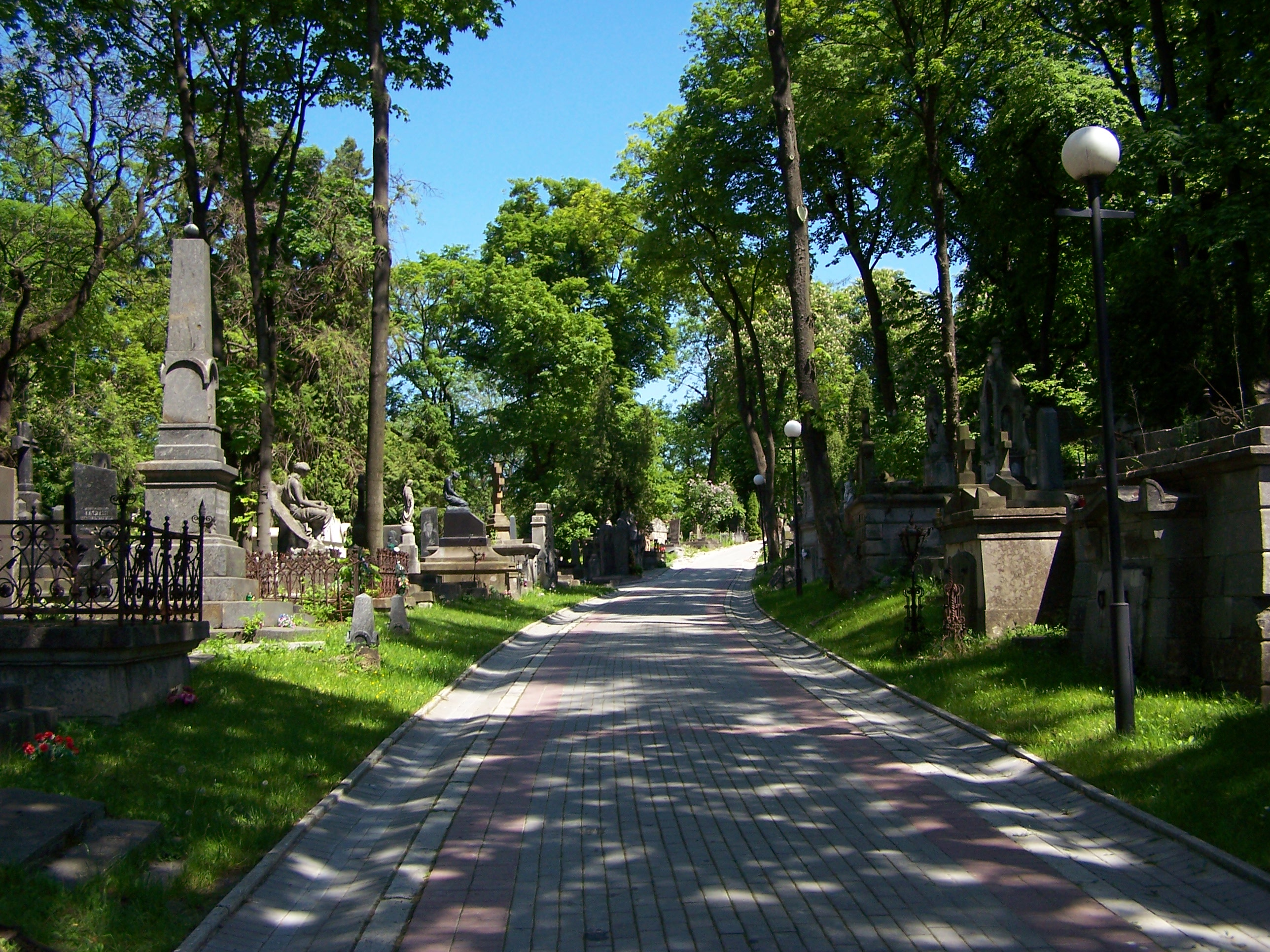
Cemitério Lychakiv, 2007.

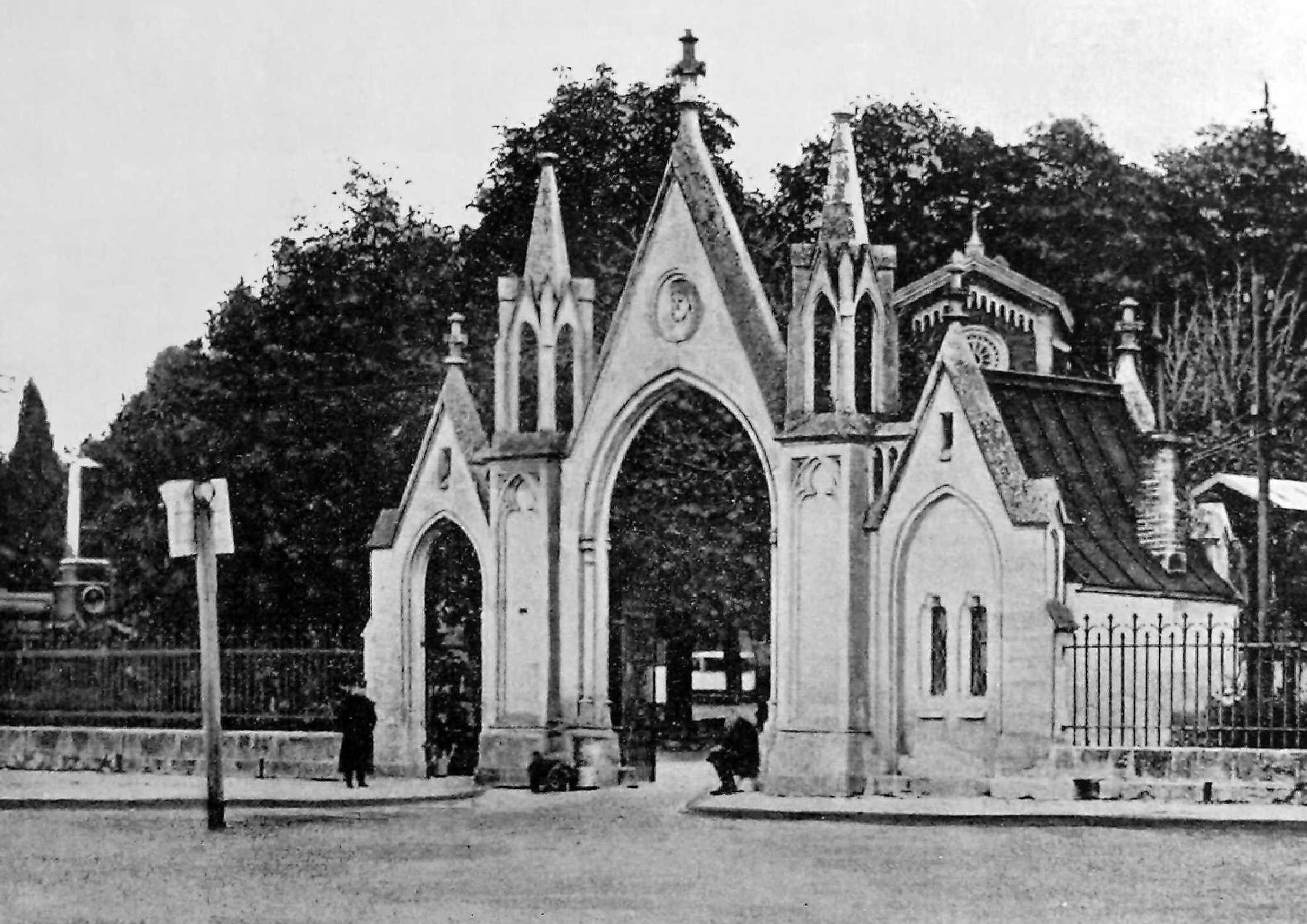
Cemitério Lychakiv - portão principal (ca. 1900)

O Cemitério Lychakiv (em polonês: Cmentarz Łyczakowski; em ucraniano: Личаківський цвинтар) é um cemitério em Lviv, Ucrânia.

## História
Desde sua criação em 1787, então denominado cemitério Łyczakowski, foi a necrópole principal da Intelligentsia e classes média e alta. Inicialmente o cemitério foi localizado em diversas colinas no entorno de Lychakiv, de acordo com o procedimento imperial austro-húngaro, determinando que todos os cemitérios sejam estabelecidos fora dos limites das ciedades. Seu projeto original foi esboçado por Karol Bauer, chefe do jardim botânico da Universidade de Lviv.
Na metade de anos 1850 o cemitério foi expandido por Tytus Tchórzewski, que criou a rede atual de avenidas e transversais. Tornou-se o cemitério principal, sendo diversos pequenos cemitério desativados. Os dois maiores cemitérios que restaram foram o Janowski e o novo cemitério judaico.
O cemitério Lychakivskiy foi utilizado por todas as seitas cristãs da cidade: além da Igreja Católica, houve também sepultamentos do rito oriental, protestantismo e Igreja Ortodoxa.

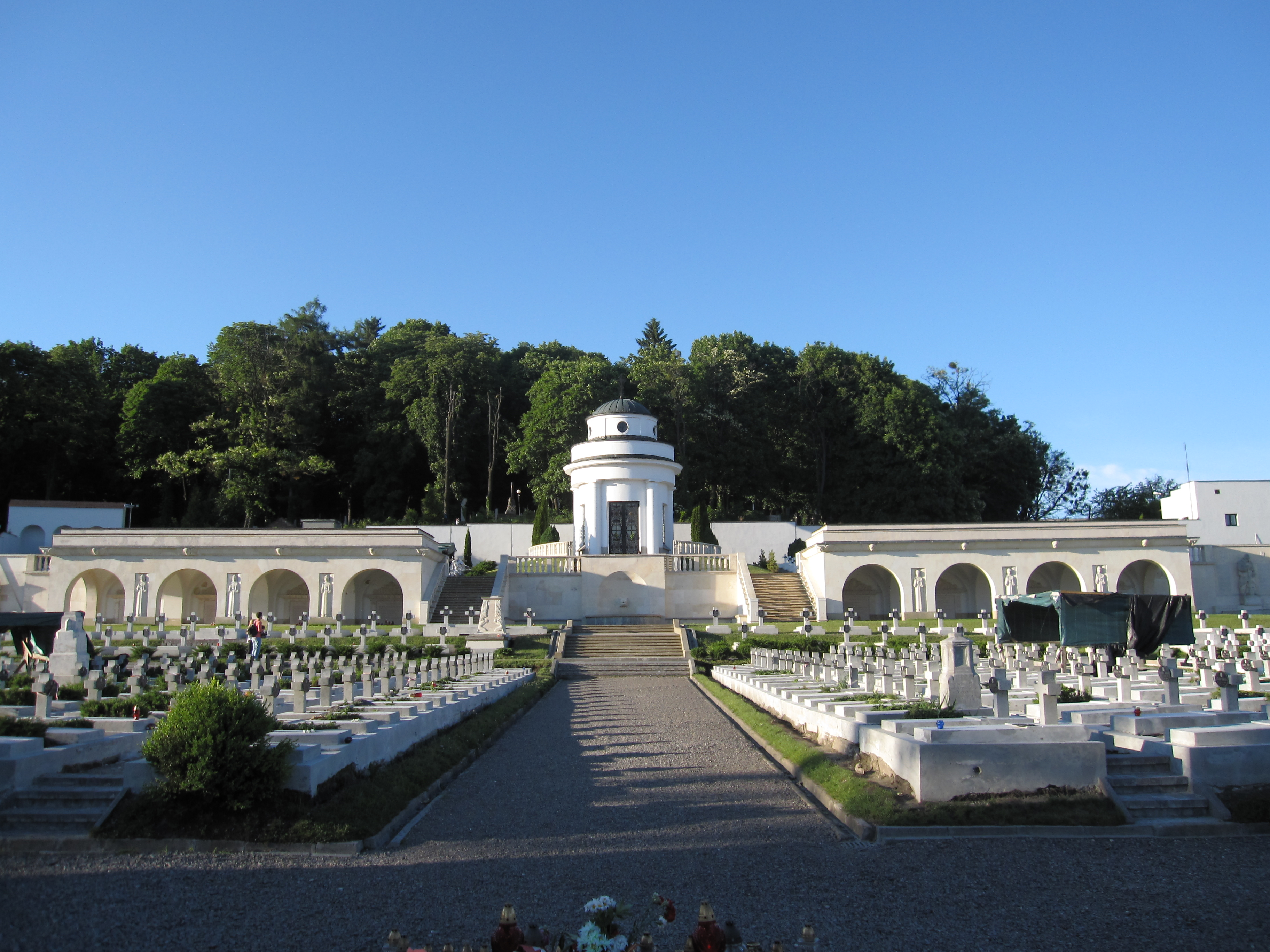
Cemitério dos Defensores de Lwów.

Em 1925 as cinzas de um dos defensores desconhecidos de Lviv foram transferidas para a "Tumba do Soldado desconhecido de Varsóvia". Em 1999 foi erigido um monumento à unidade militar "Sich Riflemen", nas imediações do mausoléu dos defensores de Lviv de 1918.
Após a Segunda Guerra Mundial a cidade foi anexada à União Soviética, com a denominação oficial República Socialista Soviética da Ucrânia, sendo a maioria de sua população sobrevivente deslocada para o território reconquistado. Iniciou assim um período de devastação de monumentos históricos no cemitério. Até 1971 a maioria das esculturas foram destruídas; o cemitério das "Águias de Lviv" foi arrasado. Em 1975 o cemitério foi declarado como monumento histórico. Após o desmantelamento da União Soviética na década de 1980 o cemitério passa por restaurações, sendo uma das principais atrações turísticas de Lviv. As complexas relações polaco-ucranianas dificultam a restauração do cemitério das "Águias de Lviv", quando reduzido grupo de soldados poloneses batalharam pela defesa da atual cidade ucraniana, em 1920.
Em 2006 a administração municipal publicou planos de transferir as sepulturas de Stepan Bandera, Yevhen Konovalets, Andriy Melnyk e outros líderes do Exército Insurreto Ucraniano para uma nova área do cemitério 

## Personalidades

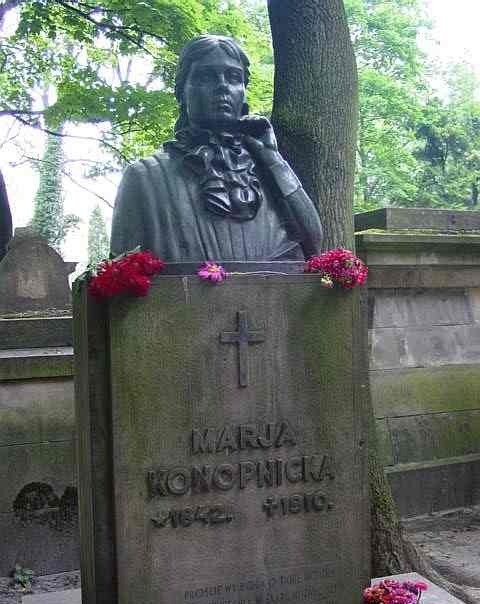
Túmulo de Maria Konopnicka. Escultura por Luna Drexlerówna.

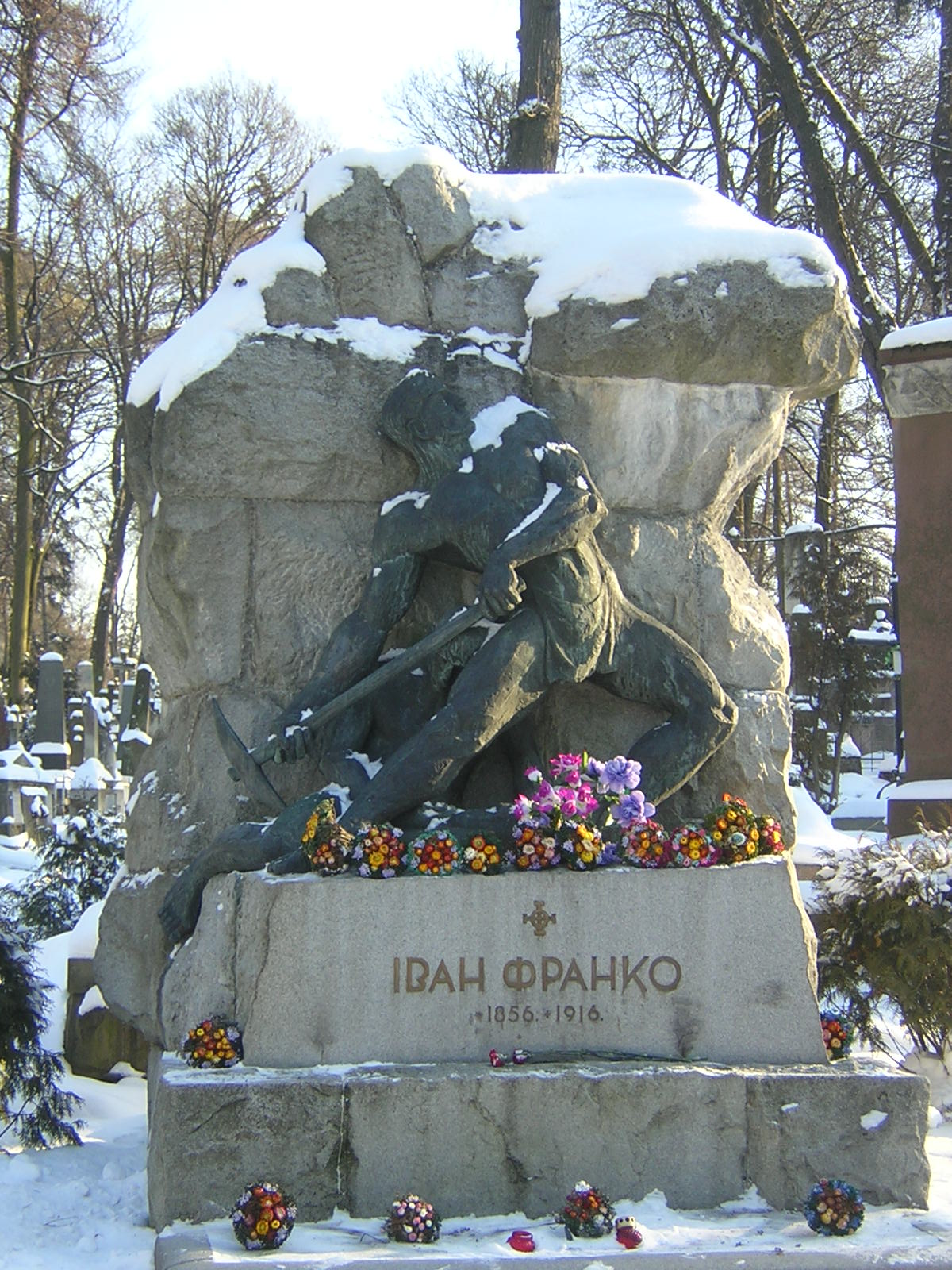
Túmulo do poeta Ivan Franko.

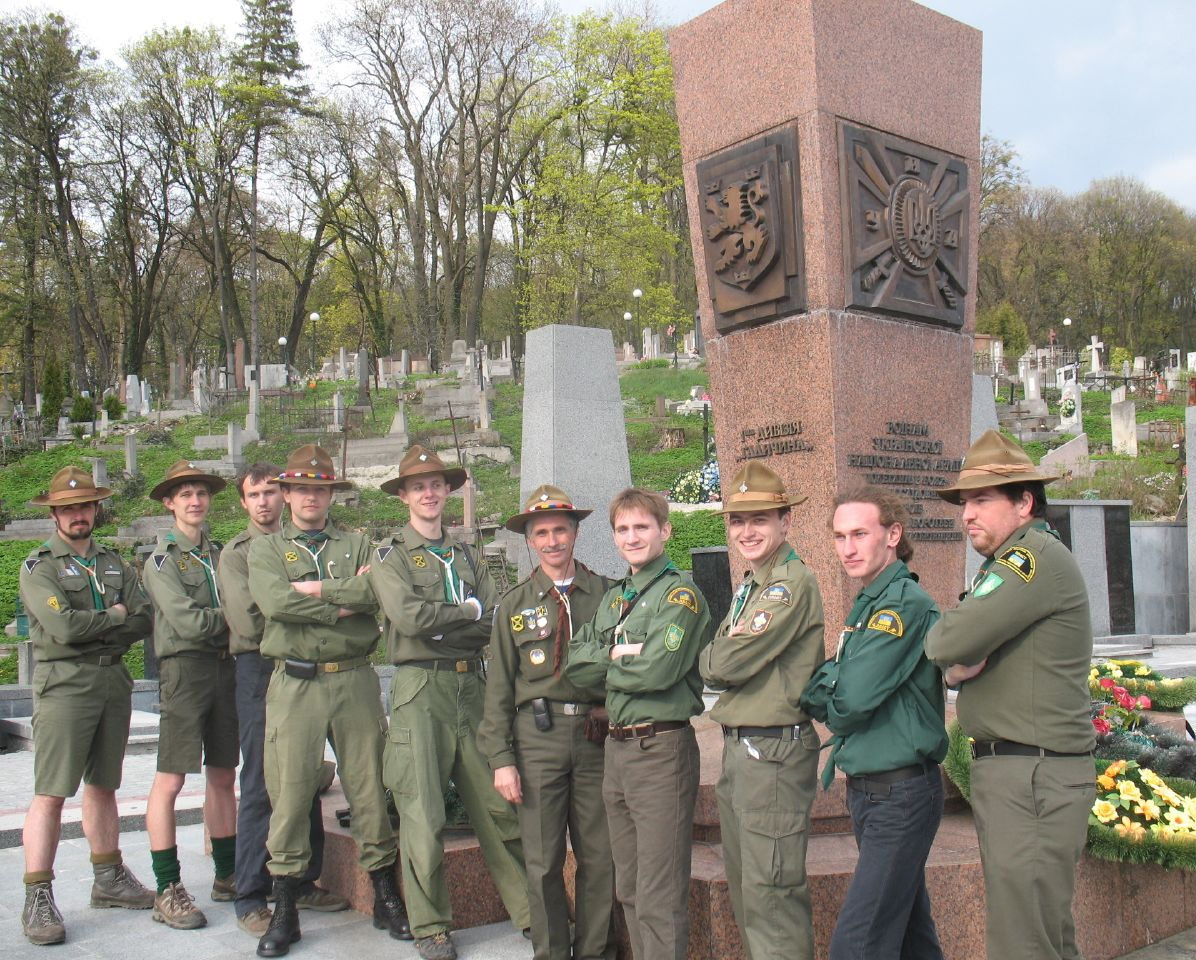
O "Monumento da SS-Galícia e do Exército Nacional Ucraniano" em Lviv (Ucrânia), celebrando soldados ucranianos famosos. Membros da Organização Nacional de Escoteiros da Ucrânia em uma reunião, em abril de 2008.

Uma vez que a cidade foi, por séculos, um centro da cultura polonesa, há inúmeros poloneses de renome enterrados no cemitério. Entre eles:
- Roman Abraham, general
- Stefan Banach, matemático
- Władysław Bełza, escritor
- Benedykt Dybowski, soldado, aventureiro, etnólogo e biólogo
- Mieczysław Garsztka, aviador polonês
- Mieczysław Gębarowicz, historiador
- Franciszek Ksawery Godebski, historiador
- Artur Grottger, artista
- Zygmunt Gorgolewski, arquiteto, autor da Ópera de Lwów
- Seweryn Goszczyński, poeta
- Jan Nepomucen Kamiński, fundador do primeiro teatro de Lwów
- Wojciech Kętrzyński, historiador segundo o qual foi batizada a cidade de Kętrzyn
- Maria Konopnicka, escritora
- Julian Konstanty Ordon, comandante
- Karol Szajnocha, historiador
- Gabriela Zapolska, escritora
- Franciszek Stefczyk, ativista cooperativo

Entre os ucranianos notáveis lá enterrados, há: 
- Vasyl Barvinsky, compositor impressionista
- Ivan Franko, poeta e reformador do idioma ucraniano
- Volodymyr Ivasyuk, compositor
- Stanislav Ludkevych, compositor
- Oleksandr Tysowskyj (também chamado Alexander Tysovsky), fundador do escotismo ucraniano
- Mikhail Kobrin, teólogo
- Markiyan Shashkevych, poeta
- Anatole Vakhnianyn, compositor e ícone cultural
- Jacques Hnizdovsky, pintor, gravurista, escultor e ilustrador de livros em ucraniano e inglês

Há também numerosas partes do cemitério nas quais veteranos da maioria das guerras dos séculos XIX e XX estão enterrados, incluindo as quadras dos veteranos dos seguintes eventos:
- Levante de Novembro
- Levante de Janeiro
- Primeira Guerra Mundial
- Lwów Eagles (Cemitério dos Defensores de Lwów, reaberto em 24 de junho de 2005)
- Guerra Polaco-Ucraniana
- Guerra Polaco-Soviética
- Guerra de Defesa da Polônia
- Segunda Guerra Mundial
- Vítimas do NKVD

## Galeria

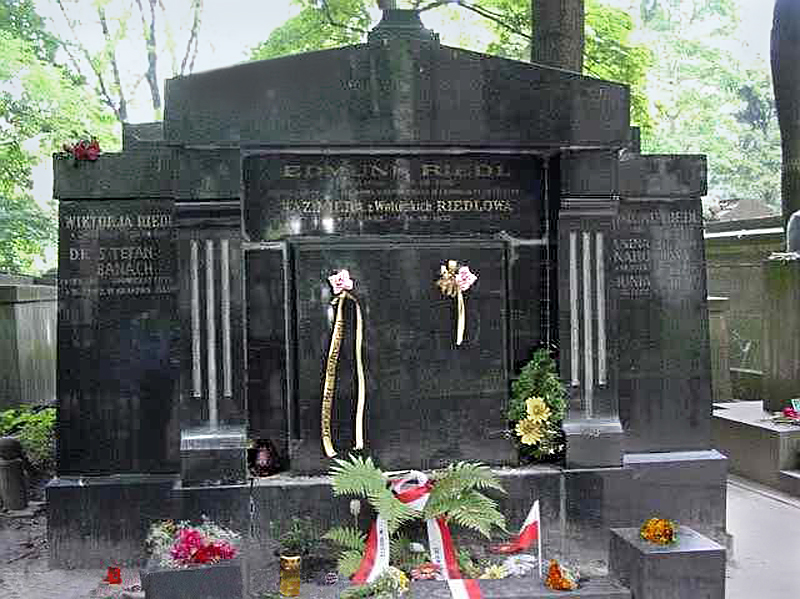
Túmulo de Stefan Banach e da família Riedl
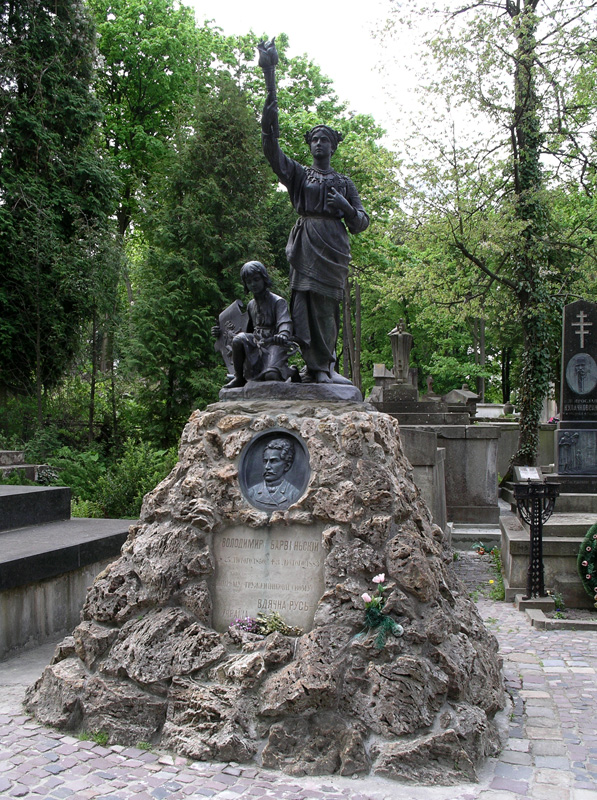
Túmulo de Volodymyr Barvinskyy
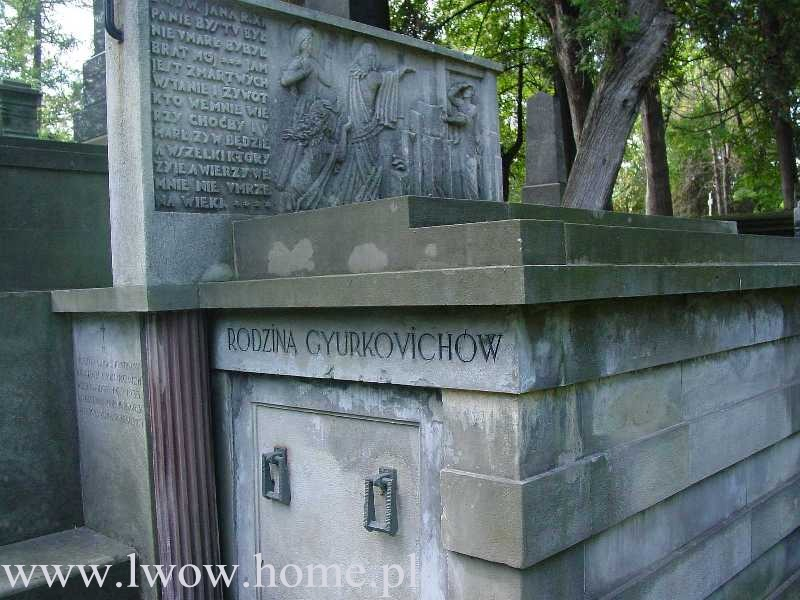
Túmulo da família Gyurkovich
Túmulo de Volodymyr IvasyukTúmulo de Volodymyr Ivasyuk
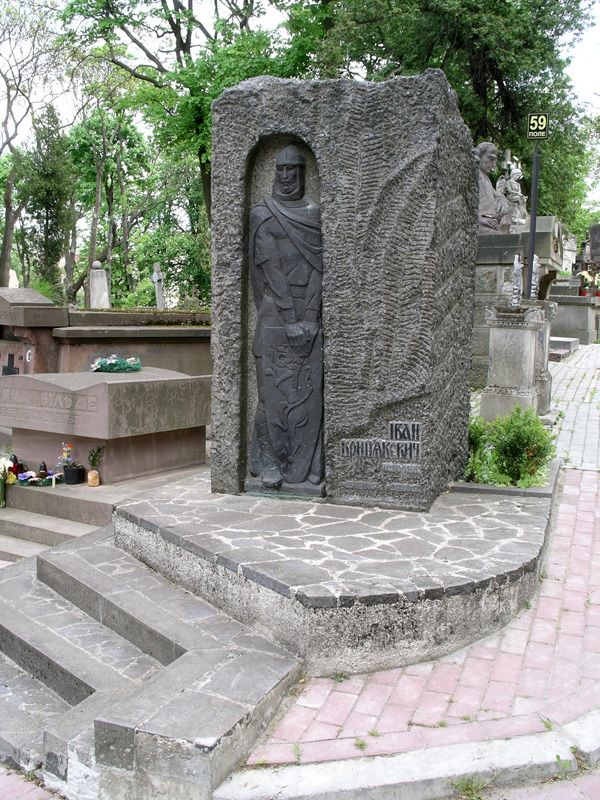
Túmulo de Ivan Krypiakevych
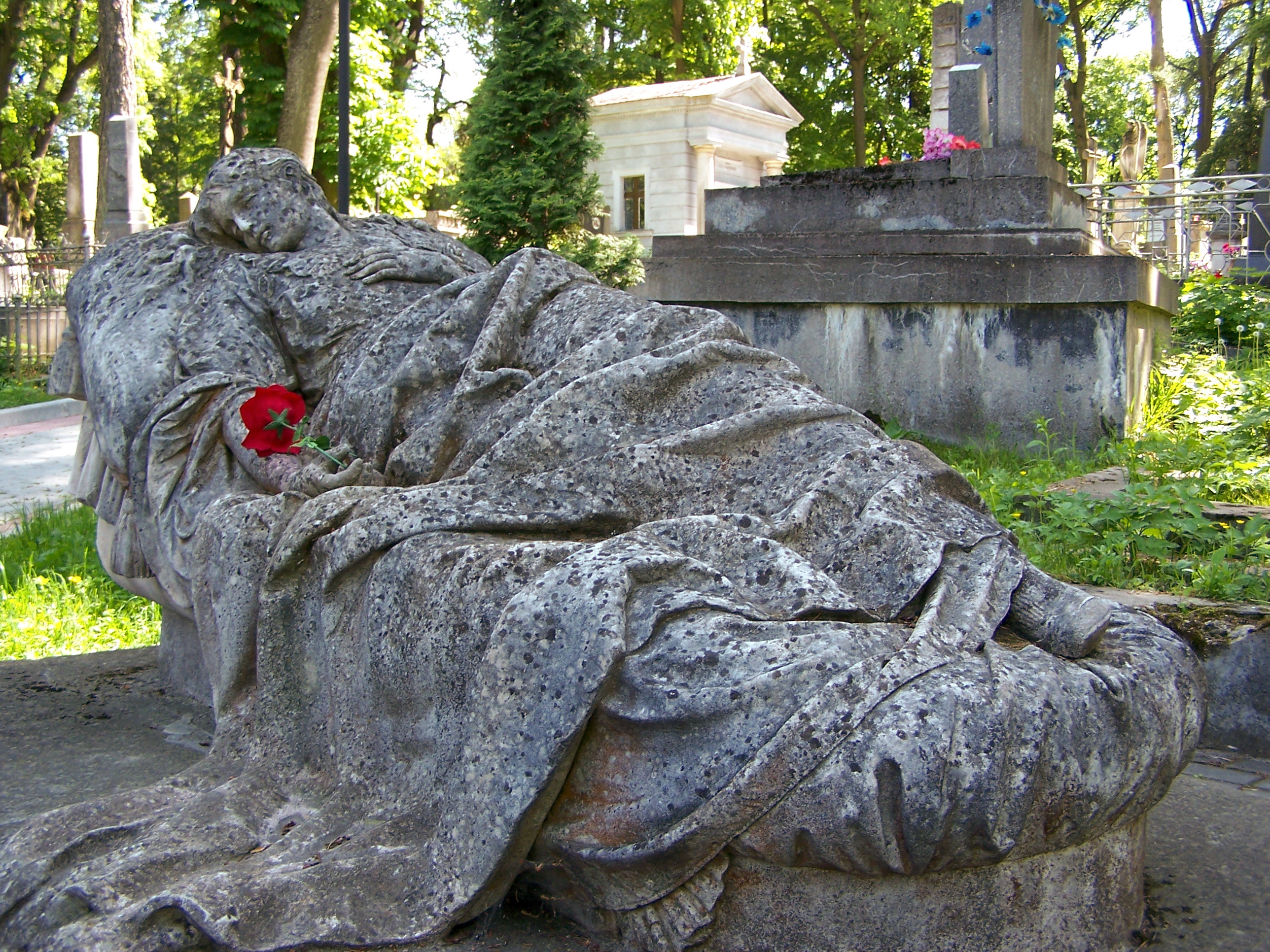
Túmulo de Józefa Markowska
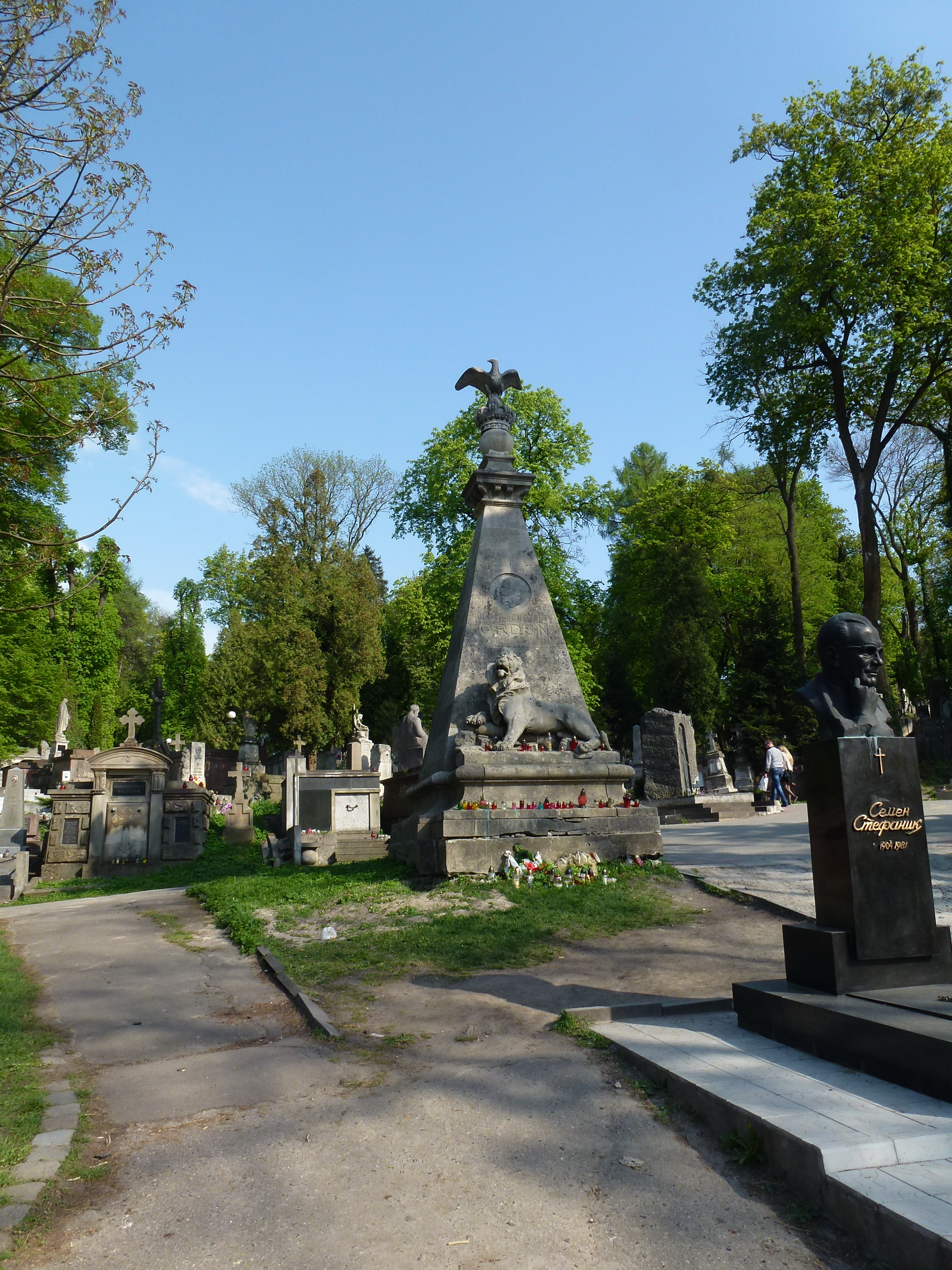
Túmulo de Julian Ordon, escultor T. Baronch
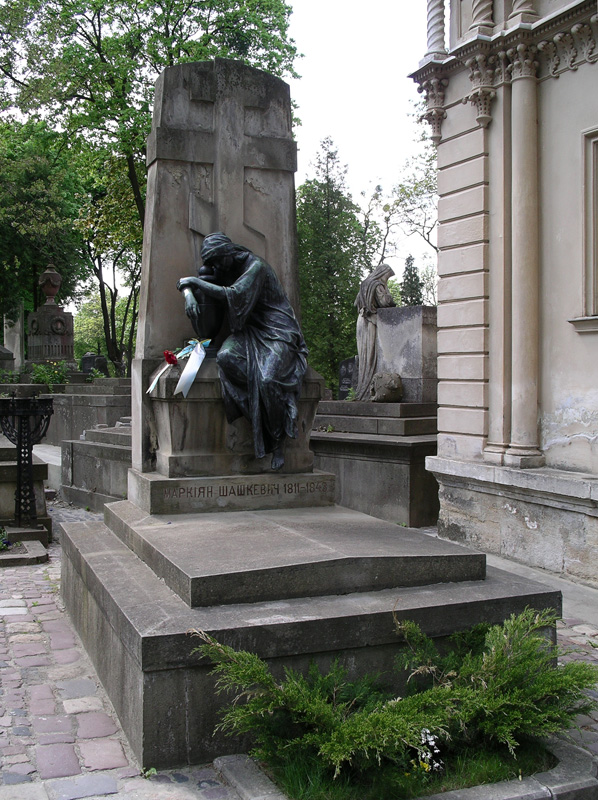
Túmulo de Markian Shashkevych
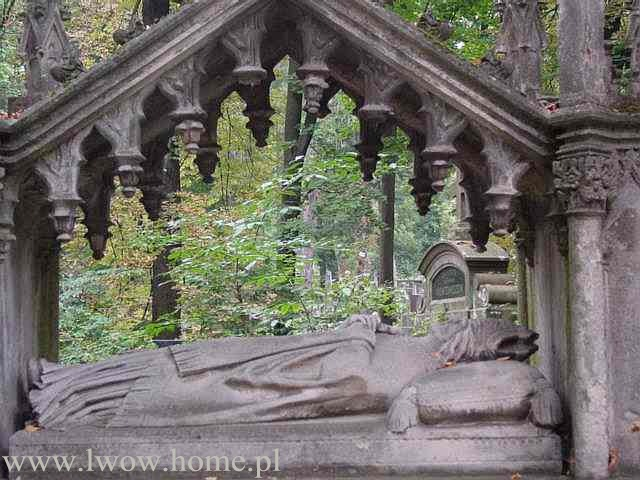
Túmulo do arcebispo armênio Samuel Cyryl Stefanowicz
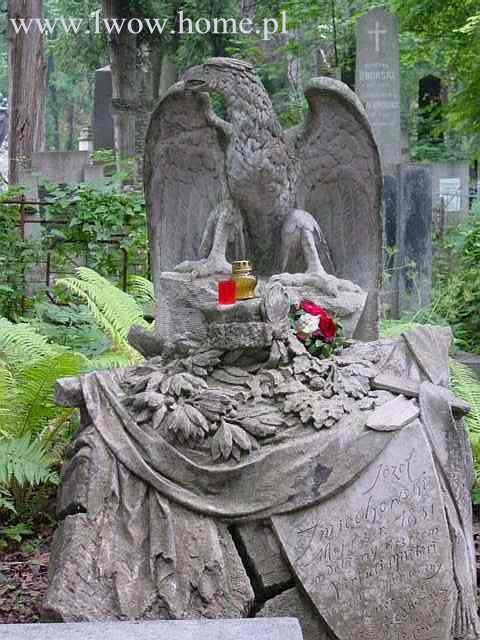
Túmulo do general Józef Śmiechowski
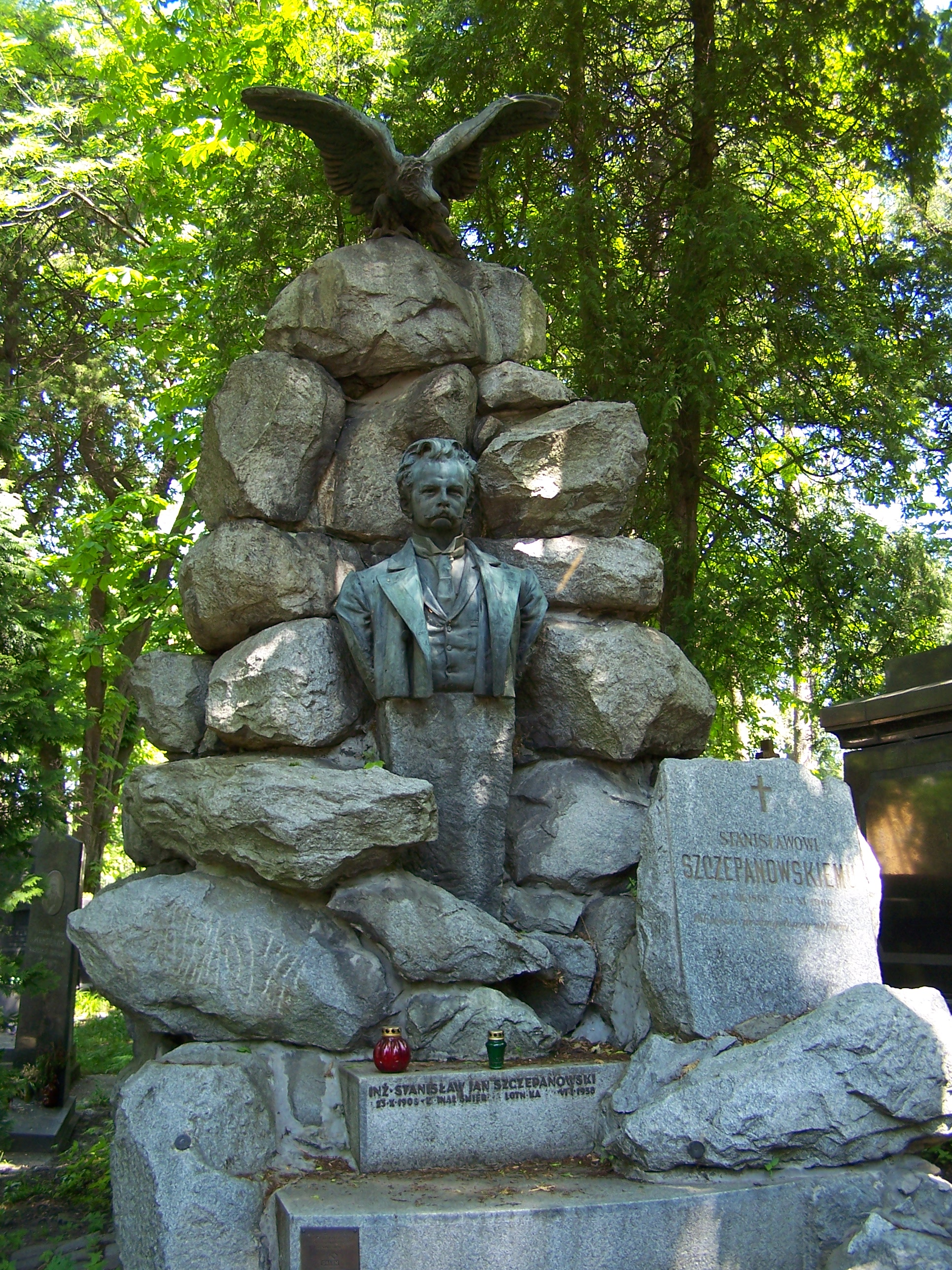
Túmulo de Stanislaw Szczepanowski
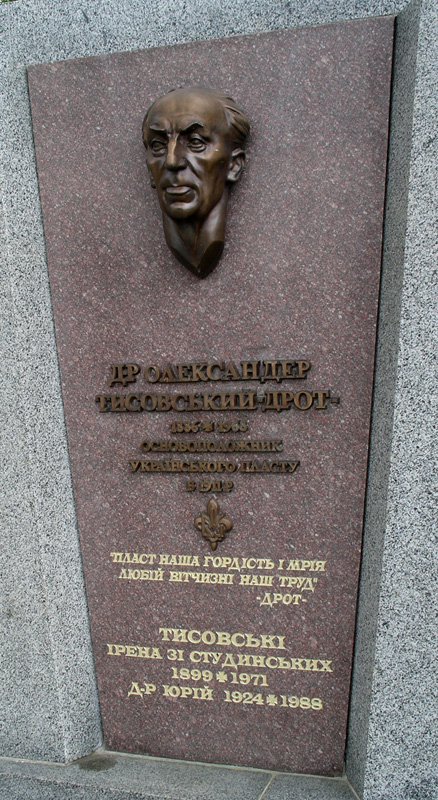
Túmulo de Oleksander Tysovsky
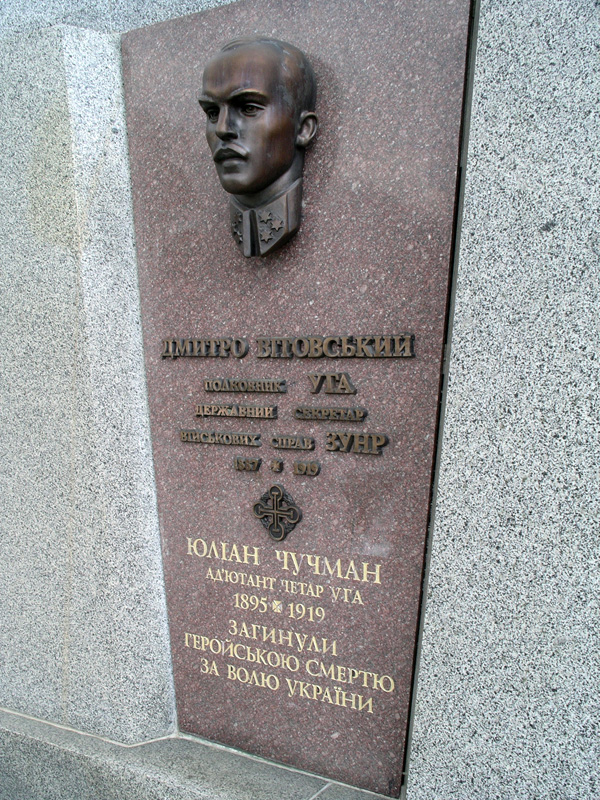
Túmulo de Dmytro Vitovsky
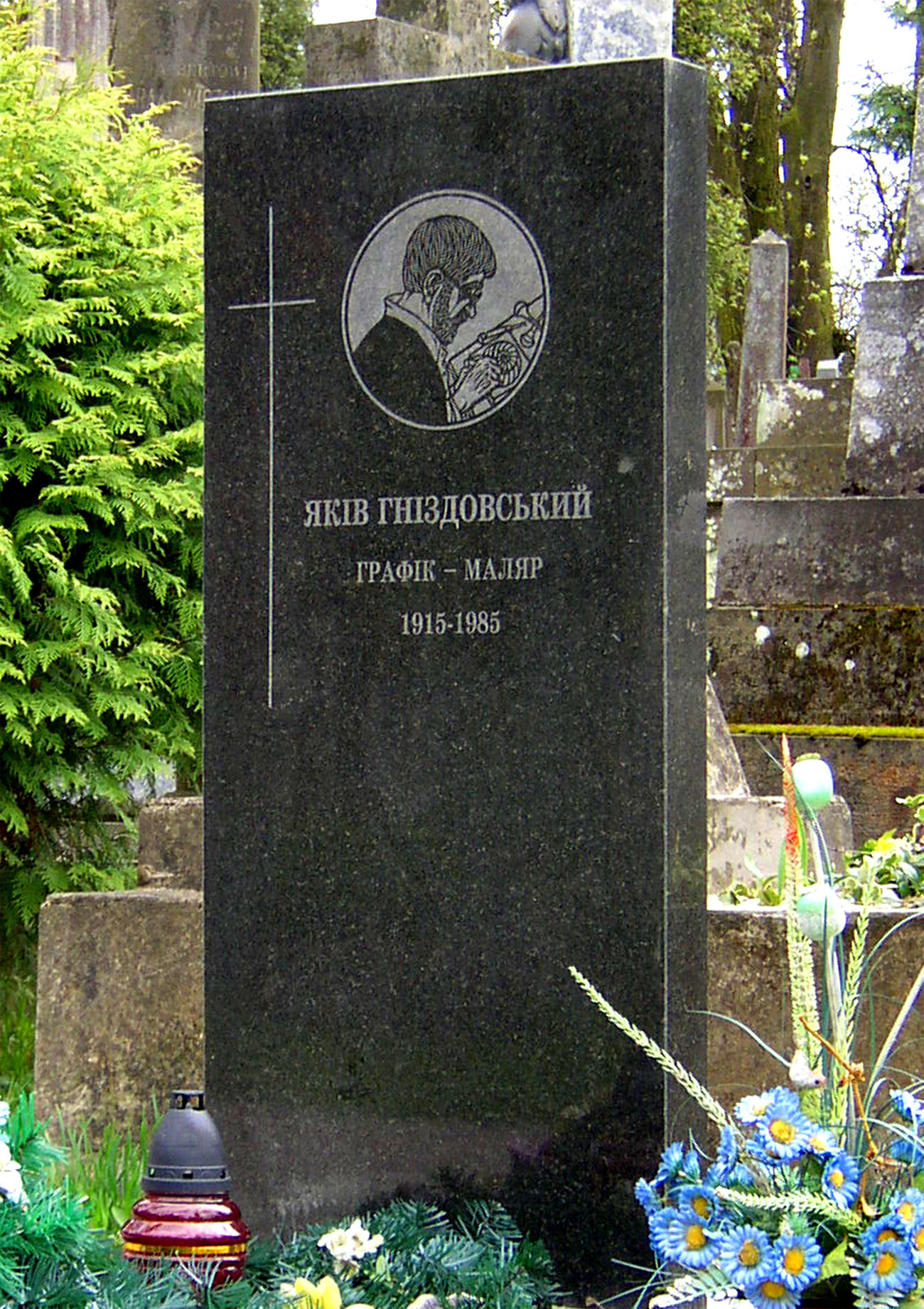
Túmulo de Jacques Hnizdovsky
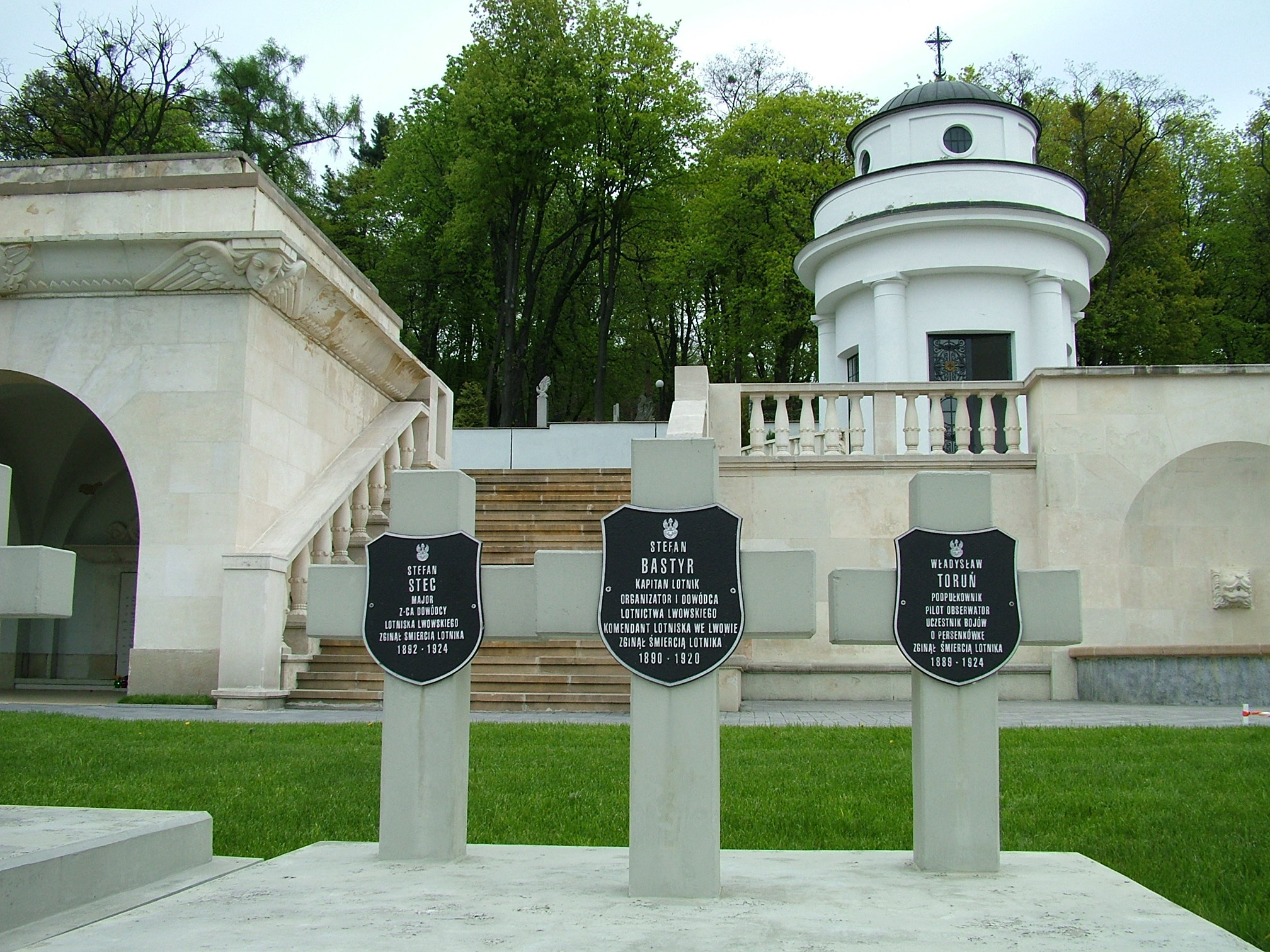
Túmulo de Stefan Stec, Stefan Bastyr e Władysław Toruń